# Clathria patula
Clathria patula är en svampdjursart som först beskrevs av Hooper 1996.  Clathria patula ingår i släktet Clathria och familjen Microcionidae. Inga underarter finns listade i Catalogue of Life.